# Telamonia peckhami
Telamonia peckhami är en spindelart som beskrevs av Tord Tamerlan Teodor Thorell 1891. Telamonia peckhami ingår i släktet Telamonia och familjen hoppspindlar. Inga underarter finns listade i Catalogue of Life.